# Defenders of the Earth – Die Retter der Erde
Defenders of the Earth – Die Retter der Erde ist eine US-amerikanische Zeichentrickserie aus dem Jahr 1986. In Deutschland lief sie Anfang der 90er Jahre auf dem Privatsender Tele 5.

## Handlung
Im Mittelpunkt der Serie steht eine Gruppe berühmter Helden, bestehend aus Alex Raymonds Science-Fiction-Helden Flash Gordon und Lee Falks Comicfiguren Mandrake der Zauberer, Dschungelheld Phantom und Lothar, Mandrakes Helfer und stärkster Mann der Welt. Gemeinsam kämpfen sie gegen den bösen Herrscher Ming, den klassischen Gegenspieler Flash Gordons, der im Jahr 2015 versucht, die Erde zu erobern.
Um die Zielgruppe der Kinder anzusprechen, wurde die neu erschaffene Truppe mit einer neuen, jugendliche Helden-Generation ergänzt. Diese besteht aus Flashs Sohn Rick Gordon, Lothars Sohn Lothar Junior (zumeist kurz „L. J.“ genannt), der Tochter des Phantoms Jedda Walker und dem Waisenkind K'shin, um das sich Mandrake kümmert. Hinzu kam K'shins Alien-Haustier Zuffy der Zuffoide.
Zwischen den ursprünglichen Comicfiguren und ihren Serien-Ebenbildern gibt es einige Unterschiede. Lothar, der ursprünglich in den Comics nur als Mandrakes Diener auftrat, wurde zur eigenständigen Abenteurer-Figur ausgebaut. Mandrake, der im Comic vor allem hypnotische Kräfte besitzt, wurde nun mit mächtigen Magiekräften ausgestattet. Und Bösewicht Ming, der ursprünglich eindeutig asiatischen Typs war, wurde nun mit grüner Hautfarbe dargestellt, um die Stereotype des bösen Asiaten zu vermeiden.

## Charaktere

### Die Retter der Erde
Flash GordonDer bekannte Zukunftsheld und Raumpilot ist auch der Anführer der Defenders of the Earth. Er verfügt zwar über eine beeindruckende Physis, kann im Gegenzug aber nicht mit Superhelden-typischen Spezialkräften aufwarten. Dies gleicht er mit seinen berühmten Fähigkeiten als Kampfjet-Pilot und seiner Zielsicherheit als Schütze mit dem Laserblaster aber mehr als aus. Seine Frau Dale Arden wurde von Ming entführt und während eines Befreiungsversuchs durch Flash ermordet.
Phantom (bürgerlich Christopher „Kit“ Walker)Auch als „wandelnder Geist“ bekannt, ist Phantom ein fast mystischer Held, der einer langen Dynastie von maskierten Rechtsverteidigern entstammt. die Tatsache, dass das hehre Amt des Rächers stets vom Vater zum Sohne weitergegeben wurde, hat dem Phantom den Ruf eingebracht unsterblich zu sein. Im tropischen Dschungel, seiner Heimat und Wirkungsbereich, wird er aufgrund seiner Wohltaten für sie von den Einheimischen fast gottgleich verehrt. Von den Schamanen der Stämme ist ihm die Kraft von zehn Tigern verliehen worden, die er bei Bedarf herbeirufen und so übermenschliche Kraft- und Geschwindigkeitsleistungen erbringen kann. Im Kampf unterstützen ihn sein Pferd Hero sowie sein Wolf Devil.
MandrakeDer Zauberer verfügt bis auf Telekinese und Astralprojektion nicht wirklich über magische Kräfte, ist aber ein so geschickter Illusionist, dass er dem Feind nahezu alles vorzugaukeln versteht, was ihm gerade dienlich erscheint. Obwohl seine physische Kampfkraft von eher bescheidenen Qualitäten ist, wird er durch diese Tricksereien doch zu einem unersetzbar wertvollen Mitglied der Defenders.
LotharBodenständig und immer zur Stelle, wenn es darum geht, ohne zu zögern, zuzulangen. Denn Lothar verfügt über außergewöhnliche Körperkräfte, die ihm geradezu herkulische Aktionen ermöglichen. Der wortkarge Afroamerikaner hat die Hubkraft eines Lastkrans und eine Rechte wie ein Dampfhammer. Ein ernstzunehmender Gegner für Mings Schergen.
Jedda WalkerSie ist seit langem die erste direkte weibliche Thronerbin der Phantomdynastie. Die entschlossene und impulsive junge Frau bringt der Sorge ihres Vaters Phantom um sie oft nur wenig Verständnis entgegen und besteht nicht selten darauf, ihren Willen auch gegen den seinen durchzusetzen. Die gewandte Lady ist eine dynamische und geschickte Kämpferin. Des Weiteren führt sie stets ihren schwarzen Panther Kisa mit sich, der sie nicht nur in jeder Lebenslage mit Fängen und Klauen beschützt, sondern mit dem sie auch mittels ihrer telepathischer Fähigkeiten kommunizieren kann.
Richard „Rick“ GordonEr ist der Sprössling von Flash. Und wie sein Vater ist auch an dem jungen Mann ein potentieller Held und Heißsporn verloren gegangen. Zwar verfügt Rick nicht direkt über Superkräfte jedweder Art, was ihn aber nicht daran hindert, beherzt einzugreifen und auch den ein oder anderen Hieb zu verteilen, wenn es gegen Mings Mannen (die Mörder seiner Mutter) geht. Außerdem kommt in Sachen Informatik, Programmieren, Computerkenntnisse etc. niemand so leicht an ihn heran. Er kann mit Maschinen umgehen wie kein anderer und hat auch schon die ein oder andere nützliche Erfindung für die Defenders hergestellt.
„L. J.“ (Lothar Junior)Der junge Schwarze ist zwar der Sohn von Lothar, dessen überdurchschnittliche Körperkraft hat er aber leider nicht geerbt. Der selbstbewusste Junge wusste dies allerdings mühelos auszugleichen und befleißigt sich diverser asiatischer Kampfstile, um seinen Feinden Mores zu lehren. Während der Vorteil seines Vaters die Stärke ist, ist LJs Vorteil die Schnelligkeit.
K'shinDer asiatische Waise (engl. orphan, in der Synchronisation als „Orphaner“ fehlinterpretiert) ist der Jüngste der Defenders, und als solcher stets bemüht seinen Kameraden zu beweisen, dass auch er ein vollwertiges Mitglied der Verteidiger der Erde ist. Der Junge ist der Ziehsohn und Schüler Mandrakes, wenngleich sein illusionistisches Können bis dato über einige simplere Tricks nicht hinausgeht. Allerdings hat er sich der gewitzte Nachwuchs-Defender bei L.J. den ein oder anderen Tritt und Schlag abgeschaut. Begleitet wird K'shin meist von seinem kleinen, außerirdischen Haustier Zuffy das Flash und Rick Gordon einst vom Planeten Mungo mitbrachten.
Dynak-Xist das Computersystem des Defenders-Hauptquartiers und basiert auf den Gedankenmustern von Flashs verblichener Ehefrau Dale Arden Gordon. Dynax ist somit auch für dessen Sohn Rick die letzte Verbindung zu seiner verstorbenen Mutter. Dynax steuert sämtliche Systeme der Basis und fungiert nicht nur als Sicherheits-/Abwehr- und Administrationscomputer, sondern verwaltet auch die Datenbank der Defenders.

### Die außerirdischen Invasoren
Ming, der GnadenloseEr ist seines Zeichens außerirdischer Despot und Diktator. Als neueste Erweiterung seines Reiches und zur Gewinnung von Bodenschätzen sähe er gerne unseren blauen Planeten, was ihn mit den Defenders allgemein und seinem alten Erzfeind Flash Gordon im Speziellen in Konflikt bringt. Ming verfügt über eine schier unerschöpfliche Armee aus seelenlosen Eissoldaten, die er von seinem arktischen Stützpunkt, Eisstation Erde, aus auf ihre unlauteren Missionen entsendet. Ming hat zwei Kinder: Prinz Krotan und Prinzessin Castra (verheiratet mit Prinz Barin).
OctonVon kugelförmiger Gestalt und mit diversen, hydraulischen Beinen versehen, ist Octon ein robotischer Diener Mings und dessen rechte Hand. Er steht seinem Herrn mit Rat und Tat zur Seite und übernimmt zudem unterrangige administrative Aufgaben, um seinen Meister zu entlasten. Nicht selten wird der devote Maschinenvasall im Falle von Fehlschlägen gegen die Defenders aber auch zum unschuldigen Ziel des aufbrausenden Zorns des psychotischen Diktators.
GaraxFührt das Kommando über Mings Armee, die Eisroboter. Das seelenlose Geschöpf ist skrupellos und verfügt über enorme Körperkraft. Er hasst die Defenders aus Prinzip und lässt nichts unversucht, um die Beschützer des blauen Planeten zu Fall zu bringen.
Mungo (Mongor)ist das drachenartige Haustier Mings, dass sich meist gelangweilt zu Füßen seines Herren umherwindet. Wird Ming aber unmittelbar bedroht, ist Mungo sich aber auch nicht zu schade, anrückende Feinde in die Mangel zu nehmen und dem unverhofften Snack den Kopf abzubeißen.
Prinzessin CastraDie Tochter Mings dürfte ihrem Despoten-Vater einige Kopfschmerzen bereiten. Denn sie ist zwar von seinem Blute, versteht und teilt die Motive ihres Vaters aber nicht im Mindesten. Somit wird sie oftmals zur unverhofften Verbündeten der Defenders, wenn die Lage schon nahezu aussichtslos erscheint. Sie ist mit Flashs bestem Freund Prinz Barin verheiratet.
Prinz KrotanDer Stammhalter Mings, der ganz nach dem Vater gerät und somit ein denkbar unsympathischer Zeitgenosse ist. Krotan hasst die Defenders und giert um jeden Preis nach Macht. Der schleimige Emporkömmling würde nicht davor zurückschrecken selbst gegen seinen Vater oder seine Schwester zu intrigieren wenn er daraus einen Vorteil ziehen könnte. Krotan hat ein Auge auf Jedda Walker geworfen und versuchte die hübsche junge Frau in einer Folge sogar dazu zu zwingen, seine Frau zu werden.
Kurt WalkerWie Kit Walker ist auch sein Bruder ein Spross der Phantom-Dynastie. Allerdings von recht zweifelhaftem Charakter. So betrog er einst auch im Wettstreit um die Nachfolge des Vaters und wurde daraufhin von diesem verbannt. Jahre später liest Ming den uneinsichtig Verbitterten auf und hetzt den Wahnsinnigen mit neuen Kräften ausgestattet gegen seinen Bruder.
Sky BandDas Sky Band ist ein bereits seit Jahrhunderten bestehender Verbund von Piraten und Erbfeinde der Phantom-Dynastie. Während sie früher die Meere befuhren, machen sie nun in der Neuzeit die Weiten des Weltraumes unsicher. Damals war die Baroness die Anführerin der Sky Band, heute ist es ihre Urenkelin Christina.
Queen Hadea of NetherworldDie schöne Königin regiert die Netherworld (in den deutschen Folgen die Unterwelt) – ein trostloser, toter Ort ohne Sonnenlicht, und die einzigen, die ihr dienen, sind spärlich bekleidete, hässliche Wesen. Als es an der Zeit für sie ist einen König zu erwählen, der an ihrer Seite regiert, entscheidet sie sich für Phantom, auf den sie ein Auge geworfen hat und scheut auch nicht davor zurück ihn mit dem Leben seiner Tochter zu erpressen, damit er bei ihr bleibt. Hadeas große Schwäche sind Schmuck und Juwelen und Macht, weshalb sie auch so fasziniert von der Halskette von Oros ist und sie unbedingt für sich haben möchte.
Die EisroboterDie Eisroboter bilden Mings Armee. Ihr Eispanzer kann nicht durch Sonneneinstrahlung oder einfache Umgebungstemperatur zum Schmelzen gebracht werden. Wird ein Eisroboter aber durch etwas wie einen Laserstrahl zerstört, bleiben zumeist eine Pfütze und Eisbrocken zurück. Wurden die Roboter nicht komplett zerstört, können sie sich aus den Eisstücken wieder zusammensetzen.
FrostsklavenDie Frostsklaven sind biologische Wesen (z. B. Menschen), die gezwungen wurden, ein Serum zu trinken, das sie in Frostsklaven verwandelt. Als solche sind sie von einer Eisschicht umhüllt und haben keinen eigenen Willen mehr.

## Produktion und Veröffentlichung
Die Serie entstand als Zusammenarbeit zwischen King Features (der Lizenzinhaber der Zeitungsstrips, aus denen die Charaktere entstammten) und dem Animationsstudio Marvel Productions. Autor der Serie war Alan Swayze, unterstützt von Allan Cole. Es war der erste Versuch seitens King Features, eine Gruppe ihrer Comicfiguren gemeinsame Abenteuer erleben zu lassen (wie beispielsweise DC Comics’ Justice League of America).
Die Erstausstrahlung der Pilotfolge „Die Flucht von Mongo“ fand in den USA am 8. September 1986 statt. Eigentlich war die Serie schon im Jahr 1985 produziert worden, da aber kein Sendeplatz für eine weitere Serie zur Verfügung stand, musste sie verschoben werden. Insgesamt wurden 64 Folgen à 30 Minuten ausgestrahlt, eine zweite Staffel wurde jedoch nicht produziert.
In Deutschland wurde die Serie Ende der 80er Jahre unter dem Titel „Defenders – Die Retter der Erde“ auf dem Privatsender Tele 5 gesendet. Hierdurch ist die Serie noch heute vielen jungen Erwachsenen in Deutschland in Erinnerung. Nach dem Ende des Senders gingen die Senderechte an den Privatsender kabel eins, wo sie bis Oktober 1997 vorlagen.
1998 veröffentlichte Select Videos zwei Videokassetten à drei Folgen, auf denen die ersten 6 Episoden enthalten waren. 2003 erschien eine DVD unter dem Titel Defenders of the Earth – The Story begins..., auf der jedoch nur die ersten Folgen enthalten waren. Im Jahr 2005 wurde schließlich die gesamte Serie auf DVD veröffentlicht, verteilt auf zwei DVD-Boxen mit insgesamt 13 DVDs.

## Synchronisation
| Rolle         | Englischer Sprecher | Deutscher Sprecher                              |
| ------------- | ------------------- | ----------------------------------------------- |
| K'shin        | Adam Carl           | Jan-David Rönfeldt                              |
| Lothar        | Buster Jones        | Joachim Richert                                 |
| Lothar Junior | Dion Williams       | Thomas Karallus                                 |
| Rick Gordon   | Loren Lester        | Sascha Draeger                                  |
| Flash Gordon  | Lou Richards        | Lutz Mackensy                                   |
| Mandrake      | Pete Renaday        | Achim Schülke                                   |
| Das Phantom   | Peter Mark Richman  | Gerhard Marcel                                  |
| Jedda Walker  | Sarah Partridge     | Pia Werfel Brigitte Böttrich Carolin van Bergen |
| Ming          | William Callaway    | Gottfried Kramer                                |

## Merchandise
- Der Spielzeughersteller Galoob brachte in den 1980er Jahren mehrere Actionspielzeuge heraus, die auf Fahrzeugen der Serie basierten.
- Im Marvel-Verlag erschien im Januar 1987 eine vierteilige Defenders-Comicreihe. Alle vier Hefte erschienen 2024 in der 6. Ausgabe der Magazin-Reihe "Flash Gordon" beim Verlag Zauberstern Comics auf Deutsch.
- In Deutschland war zeitweilig Ende der Achtziger auch eine Kaugummizigaretten-Reihe mit den Konterfeis der Defenders auf dem Markt erhältlich.

## Computerspiele
1990 sicherte sich die Computerspielschmiede Enigma Variations die Defenders-Rechte und entwickelte ein Jump-’n’-run-Videospiel für Amiga, Amstrad CPC, Atari ST und C64. Der Spieler steuerte hier Flash Gordon in Third-Person-Perspektive durch Mings Festung und stritt gegen den Despoten und seine Schergen.